# 621
Раннє Середньовіччя. Триває чума Юстиніана. У Східній Римській імперії продовжується правління Іраклія. Частина території Італії належить Візантії, на решті лежить Лангобардське королівство. Франкське королівство об'єдналося під правлінням Хлотара II. Іберію займає Вестготське королівство. В Англії триває період гептархії. Авари та слов'яни утвердилися на Балканах. Центр Аварського каганату лежить у Паннонії.
У Китаї триває правління династії Тан. Індія роздроблена. В Японії триває період Ямато. У Персії править династія Сассанідів. Степову зону Азії та Східної Європи контролює Тюркський каганат, розділений на Східний та Західний. Розпочалося становлення ісламу.
На території лісостепової України в VII столітті виділяють пеньківську й празьку археологічні культури. У VII столітті продовжилося швидке розселення слов'ян. У Північному Причорномор'ї співіснують різні кочові племена, зокрема кутригури, утигури, сармати, булгари, алани, авари, тюрки.

## Події
- У Візантії церковні скарби продано для мобілізації коштів на ведення війни з персами[1].
- У Візіготському королівстві після смерті Рекареда II королем став Свінтіла.
- У Китаї син імператора Лі Шимінь завершує пацифікацію після встановлення династії Тан.
- В ісламі вважається, що цього року Магомет здійснив нічну мандрівку з Мекки в Єрусалим, а звідти на небо.

## Виноски
1. ↑  Eduard von Muralt, Essai de chronographie byzantine: Pour servir à l'examen des annales du bas-empire et particulièrement des chronographes slavons de 395 à 1057, St. Petersbourg, Eggers, 1855